# جيك بريمر
جاكي برايمر (بالإنجليزية: Jake Brimmer)‏ (3 أبريل 1998 بملبورن في أستراليا - ) هو لاعب كرة قدم أسترالي في مركز الوسط. شارك مع منتخب أستراليا تحت 17 سنة لكرة القدم. أما مع النوادي، فقد لعب مع نادي ليفربول.

## وصلات خارجية
- جيك بريمر على موقع الاتحاد الدولي (مؤرشف)  (الإنجليزية)
- جيك بريمر على موقع قاعدة بيانات كرة القدم.إي يو (الإنجليزية)
- جيك بريمر على موقع Soccerway.com (الإنجليزية)